# Филимонов, Станислав Геннадьевич
Станислав Геннадьевич Филимонов (р. 7 июня 1979) — казахстанский прыгун с трамплина, участник Олимпиады-1998 и Олимпиады-2002. Мастер спорта Республики Казахстан международного класса

## Биография
На Олимпиаде - 1998 в Нагано был 32-м на нормальном трамплине и 25-м - на длинном.
На Олимпиаде - 2002 в Солт-Лейк-Сити был 32-м на нормальном трамплине и 30-м – на длинном, а также завоевал 13-е место  в командном первенстве.
Участник чемпионатов мира 1997, 1999, 2001 и 2003 годов. Лучший результат на чемпионатах мира – 43 место в Лахти в 2001 году на 90-метровом трамплине.
Лучший результат – 4 место на нормальном трамплине на турнире в японском Овани в 2003 году.
На зимней Азиаде 2003 года завоевал командную "бронзу".